# Burbidgea
Burbidgea es un género de plantas con flores de la familia Zingiberaceae. Comprende 6 especies descritas y de estas, solo 3 aceptadas.

## Taxonomía
El género fue descrito por Joseph Dalton Hooker y publicado en Botanical Magazine 105: t. 6403. 1879. La especie tipo es: Burbidgea nitida Hook.f. (1879)
Etimología
Burbidgea: nombre genérico otorgado en honor del botánico inglés Frederick William Burbidge, (1847-1905)

## Especies aceptadas
A continuación se brinda un listado de las especies del género Burbidgea aceptadas hasta febrero de 2013, ordenadas alfabéticamente. Para cada una se indica el nombre binomial seguido del autor, abreviado según las convenciones y usos:
- Burbidgea longiflora (Ridl.) R.M.Sm. (1972)
- Burbidgea nitida Hook.f. (1879)
- Burbidgea pauciflora Valeton (1906)
- Burbidgea schizocheila Hackett (1904)
- Burbidgea stenantha Ridl. (1937)